# Léon Mirot
Pour les articles homonymes, voir Mirot.
Léon Mirot est un archiviste et historien français, né à Clamecy le 6 juin 1870 et mort à Bièvres le 7 septembre 1946 .

## Biographie
Il fait ses études au collège de Clamecy, puis à Paris, au lycée Henri IV, puis à l'École nationale des chartes. Archiviste paléographe (promotion 1894 de l'École des chartes), il est  membre de l'École française de Rome de 1894 à 1896. Il entre en 1897 aux Archives nationales, où il est successivement archiviste puis conservateur adjoint. Il prend sa retraite en 1934 avec le titre de conservateur honoraire.
Il crée en 1924 la Société des amis du vieux Clamecy, qui incite à la remise en état des vieilles maisons de la ville.
L’Académie française lui décerne le prix Thérouanne en 1930 et en 1932 pour son Manuel de géographie historique et ses Études lucquoises.

## Publications
Le catalogue de la Bibliothèque nationale de France recense 179 notices d'ouvrages ou d'articles de Léon Mirot, parmi lesquels on peut citer : 
- « Obituaire de l’église collégiale de Saint-Martin de Clamecy », Bulletin de la Société nivernaise des lettres, sciences et arts, 3e, vol. 17e, t. VII,‎ 1898
- Les insurrections urbaines au début du règne de Charles VI (1380-1383) : leurs causes, leurs conséquences, Paris, Fontemoing, 1905, 242 p. (présentation en ligne, lire en ligne). Réédition en fac-similé : Slatkine-Megariotis Reprints, 1974.
- Projet de jonction de la Loire et de l'Yonne : le canal de Cosne à Clamecy, 1907
- Chronique de Morigny (1095-1152), 1909, 2e édition corrigée, 1912.
- Une grande famille parlementaire aux XIVe et XVe siècles. Les d'Orgemont, Paris, H. Champion, 1913

- Prix Jean-Jacques-Berger 1913 de l'Académie des inscriptions et belles-lettres.
- Notes sur le château de Druyes-les-Belles-Fontaines, 1923
- Roger de Piles Peintre, amateur, critique, Membre de l’Académie de Peinture (1635-1709), Paris, Jean Schemit, 1924, 110 p.
- Figures des XIVe et XVe siècles, Jean et Gilles de Clameci, 1930
- Hommages rendus à la Chambre de France, chambre des comptes de Paris, XIV-XVIe siècles. 1932-1945, 3 fascicules gd in 12°, Réimpression (par J-P Babelon), Archives Nationales, 1982.
- Fragments d'un cartulaire de la chartreuse de Basseville, 1935
- La seigneurie de Saint-Verain-des-Bois des origines à sa réunion au comté de Nevers, 1943
- Manuel de géographie historique de la France, Picard, 1947 et 1950

## Sources
- Les papiers personnels de Léon Mirot sont conservés aux Archives nationales sous la cote 609AP[3].